# Dieter Fertsch-Röver
Dieter Fertsch-Röver (* 18. Februar 1924 in Frankfurt am Main; † 2. März 2007 in Köln) war ein hessischer Politiker (FDP) und Abgeordneter des Hessischen Landtags.

## Ausbildung und Beruf
Dieter Fertsch-Röver war Sohn des hessischen Landtagsabgeordneten Georg Ludwig Fertsch. Er war verheiratet und hatte sieben Kinder.
Nach dem Notabitur leistete er 1941 bis 1945 Kriegsdienst, zuletzt im Range eines Leutnants, wurde verwundet und geriet in Kriegsgefangenschaft. Nach dem Zweiten Weltkrieg machte er eine Banklehre und arbeitete als Kaufmännischer Leiter und – nach dem Tod des Vaters 1948 – als Mitinhaber des Textilreinigungsunternehmens Röver in Frankfurt am Main-Niederrad.

## Politik
Seit 1951 war Dieter Fertsch-Röver Mitglied der FDP. In seiner Partei war er 1957 bis 1968 Kreisvorsitzender Obertaunus. 1968 wählte ihn der Kreisverband zum  Ehrenvorsitzenden. 1962 bis 1965 war er Bezirksvorsitzender der FDP West-Hessen und 1963 bis 1969 und 1982 bis 1985 Mitglied des FDP-Landesvorstandes. Im Jahr 1971 wurde er auch als Vorsitzender des FDP-Bundesfachausschusses Wirtschaft, Verbraucher und Verkehr gewählt.
Kommunalpolitisch war er 1952 bis 1956 als Stadtverordneter in Frankfurt am Main und von 1960 bis 1972 als Gemeindevertreter in Mammolshain  tätig. 1960 bis 1968 war er darüber hinaus Mitglied des Kreistags des Obertaunuskreises und dort Vorsitzender der FDP-Fraktion.
In der 11. Wahlperiode war er vom 13. Oktober 1983 bis zum 17. Februar 1987 Mitglied des Hessischen Landtags. Er hatte im Wahlkreis Hochtaunus II kandidiert, wo er 12,3 % der Stimmen erhielt, wurde aber über die FDP-Landesliste gewählt.

## Sonstige Ämter
Dieter Fertsch-Röver war in einer Vielzahl von ehrenamtlichen Funktionen engagiert. So war er 1958 bis 1973 Vorsitzender des Tarifausschusses des Bundesfachverbandes Färberei/Chemische Reinigung und 1957 bis 1972 auch des Hessischen Textilreinigungsverbandes. 1950 zählte er zu den Mitbegründern der Arbeitsgemeinschaft Selbständiger Unternehmer (ASU) und war 1952 bis 1954 dort stellvertretender Bundesvorsitzender und 1964 bis 1971 Bundesvorsitzender. 1956 wurde er als Mitglied der Vollversammlung der IHK Frankfurt am Main gewählt. Seit 1967 wirkte er als Vorstandsmitglied der Bundesvereinigung der Deutschen Arbeitgeberverbände (BDA) und seit 1969 auch des Instituts der Deutschen Wirtschaft. 1975 wurde er in dem Verbraucherbeirat beim Bundesminister für Wirtschaft, 1974 bis Oktober 1983 in die Monopolkommission berufen.
Ende 1976 wurde er Vorstandsmitglied der Friedrich-Naumann-Stiftung und arbeitete im Vorstand von 1977 bis 1979 und seit 1983 als Schatzmeister. Juli 1982 wurde er Mitglied des Vorstandes der Anstalt für Kabelkommunikation in Ludwigshafen.

## Ehrungen
1977 wurde er mit dem Theodor-Heuss-Preis ausgezeichnet, 1978 mit dem Verdienstkreuz 1. Klasse der Bundesrepublik Deutschland.